# Бейлітон (Алабама)
Бейлітон (англ. Baileyton) — місто (англ. town) в США, в окрузі Каллмен штату Алабама. Населення — 649 осіб (2020).

## Географія
Бейлітон розташований за координатами 34°15′39″ пн. ш. 86°36′32″ зх. д. / 34.26083° пн. ш. 86.60889° зх. д. (34.260858, -86.608788).  За даними Бюро перепису населення США в 2010 році місто мало площу 13,77 км², з яких 13,62 км² — суходіл та 0,15 км² — водойми.

## Демографія
Згідно з переписом 2010 року, у місті мешкало 610 осіб у 257 домогосподарствах у складі 181 родини. Густота населення становила 44 особи/км².  Було 293 помешкання (21/км²).
Расовий склад населення:
| - 96,2 % — білих - 0,5 % — корінних американців - 0,2 % — вихідців з тихоокеанських островів - 0,2 % — чорних або афроамериканців |

До двох чи більше рас належало 2,1 %. Частка іспаномовних становила 1,5 % від усіх жителів.
За віковим діапазоном населення розподілялося таким чином: 19,7 % — особи молодші 18 років, 62,4 % — особи у віці 18—64 років, 17,9 % — особи у віці 65 років та старші. Медіана віку мешканця становила 44,5 року. На 100 осіб жіночої статі у місті припадало 102,7 чоловіків;  на 100 жінок у віці від 18 років та старших — 105,0 чоловіків також старших 18 років.
Середній дохід на одне домашнє господарство  становив 45 736 доларів США (медіана — 31 875), а середній дохід на одну сім'ю — 58 049 доларів (медіана — 41 964). Медіана доходів становила 30 660 доларів для чоловіків та 27 083 долари для жінок. За межею бідності перебувало 28,6 % осіб, у тому числі 44,5 % дітей у віці до 18 років та 23,7 % осіб у віці 65 років та старших.
Цивільне працевлаштоване населення становило 322 особи. Основні галузі зайнятості: роздрібна торгівля — 19,9 %, виробництво — 18,3 %, освіта, охорона здоров'я та соціальна допомога — 11,8 %, науковці, спеціалісти, менеджери — 8,4 %.